# 福井県道243号領家河和田線
福井県道243号領家河和田線（ふくいけんどう243ごう りょうけかわだせん）は福井県越前市と同県鯖江市を結ぶ一般県道である。

## 路線概要
越前市旧今立町域と鯖江市を結ぶ役割を担う県道である。接続する2本の主要地方道は共に福井市旧美山町から延びており、広域で見るとあまり接続する意味はない。しかし狭域で見るとこの領家、河和田両集落は隣接しているが丹生山地に隔てられており、両者とも交流する機会がない。しかしこの県道243号がトンネルを貫いて両集落を結んだことで、今までより格段に交流の機会が増えた。以上のことから地域と密接に関わっている県道といえるだろう。

### 路線データ
- 起点：福井県越前市領家町
- 終点：同県鯖江市河和田町

## 通過する自治体
- 福井県
  - 越前市 - 鯖江市

## 道路状況
トンネルや歩道も整備された、高規格な片側一車線の道路である。大型車両の通行は少なく、ドライブやツーリングなども少ない、清閑な住宅街の道路という雰囲気である。ただ生活道路としての機能が非常に重要な道路であるため、起点および終点の交差点は通勤および帰宅の時間帯にはやや混雑するが、避けて通るほどの渋滞でもない。非常に安定した路線である。

## 接続道路
- 福井県道2号武生美山線（起点）
- 福井県道18号鯖江美山線（終点）

## 沿線周辺
- 莇生田スキー場